# Bronzespiegel von Bolsena

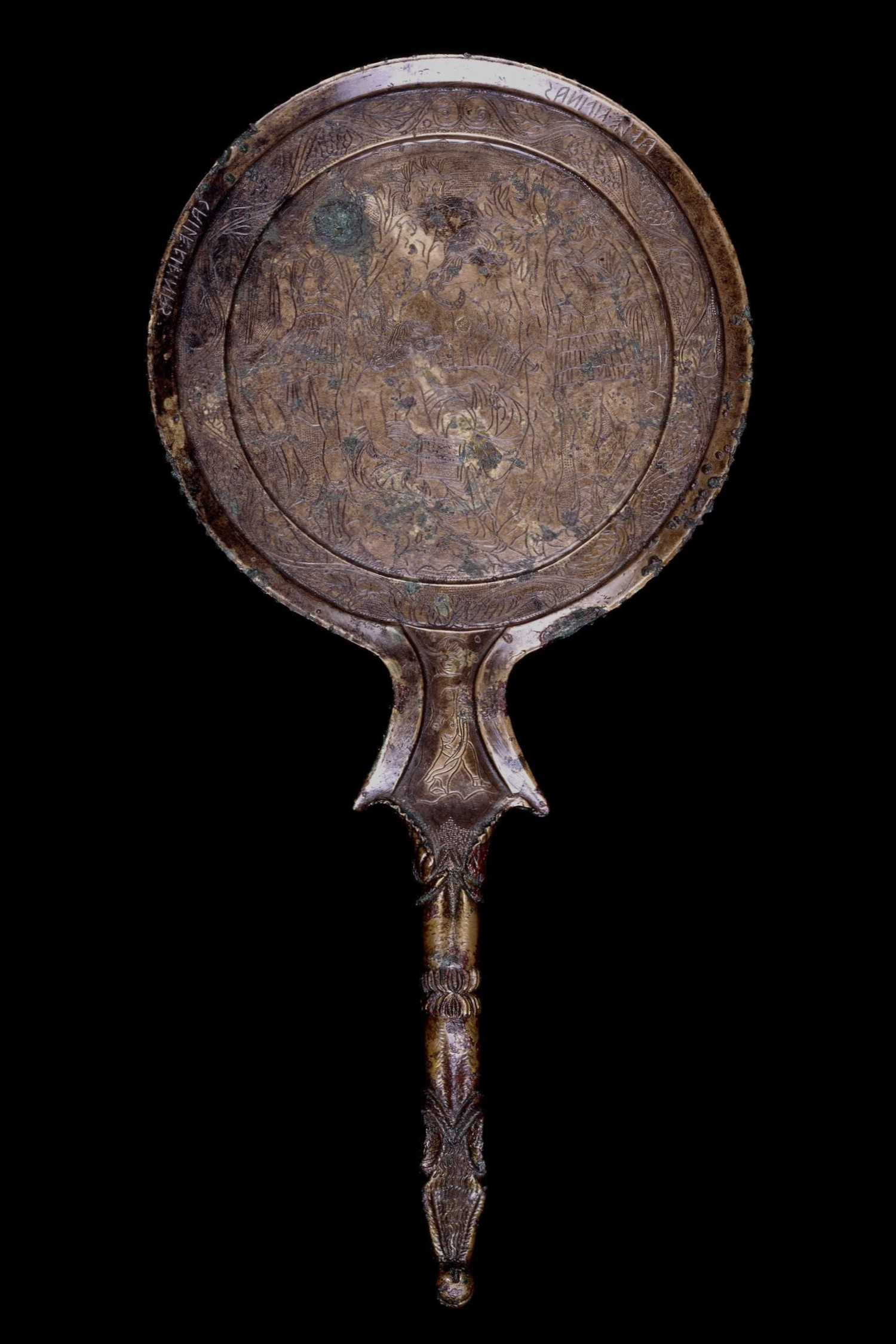
Bronzespiegel von Bolsena mit Cacu und den Vipinas-Brüdern

Der Bronzespiegel von Bolsena ist ein etruskisches Artefakt, das um 300 v. Chr. gefertigt wurde und heute im Britischen Museum in London aufbewahrt wird. Die Gravur auf der Rückseite des Spiegels zeigt neben einer Gottheit für Prophetie auch zwei legendäre Gestalten aus der etruskisch-römischen Frühzeit.

## Beschreibung

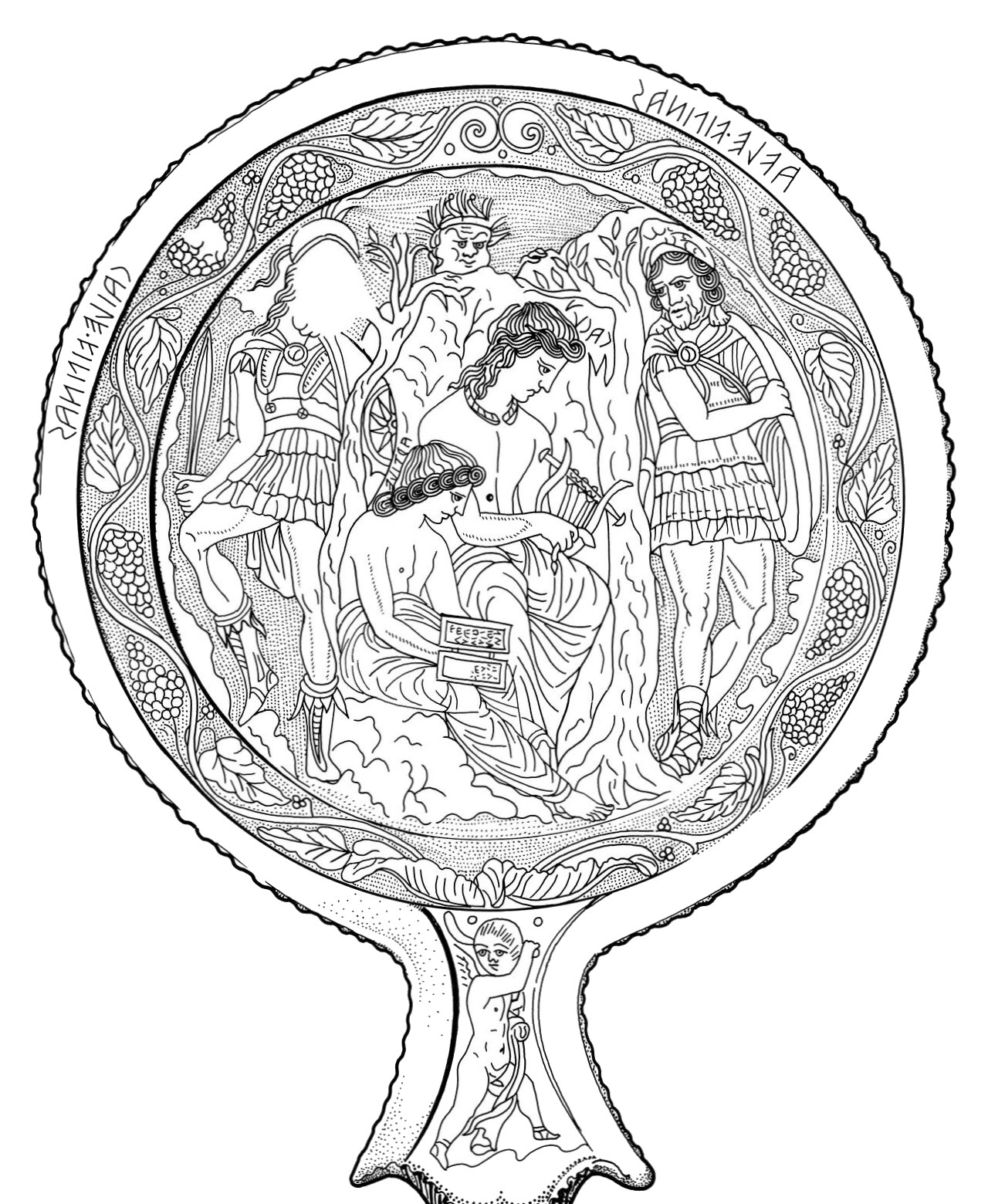
Zeichnung des Bronzespiegels

Der Spiegel besteht aus Bronze, einer Legierung aus Kupfer und Zinn, die in der Antike weit verbreitet war. Der Spiegel ist 30,8 cm lang und der Durchmesser der nahezu kreisrunden Scheibe beträgt 15,0 cm. Die Vorderseite war glatt poliert, die Gravur befindet sich auf der Rückseite.
Die dargestellten Figuren werden durch Inschriften charakterisiert. Entsprechend den Schreibgewohnheiten der Etrusker sind die etruskischen Schriftzeichen spiegelverkehrt von rechts nach links eingeritzt. Die Transkription ergibt folgende Namen:
CAILE VIPINAS – ARTILE – CACU – AVLE VIPINAS
In der Mitte des Bildfelds sitzt demnach die Gottheit Cacu mit einer Leier. Vor ihm sitzt der jugendliche Artile und hält eine aufgeklappte Schreibtafel (Diptychon) in Händen. Der Text der Schreibtafel ist unleserlich. Über den beiden Figuren im Hintergrund sieht man den Kopf und die Hände eines Satyren, der sich anscheinend hinter einem Fels verbirgt und die Szene beobachtet.
Von links und rechts nähern sich heimlich Caile Vipinas und sein Bruder Avle, die mit Schwert und Schild bewaffnet sind. Es ist zunächst nicht klar, ob sie Cacu und seinen Helfer belauschen oder entführen wollen. Die Szenerie wird umrahmt von einem gewundenen Kranz aus Weinreben und Weintrauben. Auf der sich nach unten öffnenden Bildfläche des Spiegels ist ein geflügelter nackter Junge dargestellt, der mit einem gebogenen Stock wie zum Schlag ausholt. Der Griff des Spiegels wurde ebenfalls aus Bronze gefertigt und ist mit Tierköpfen verziert.
Der Bronzespiegel wurde in Bolsena nahe Orvieto entdeckt und gelangte 1873 in den Besitz des Britischen Museums, wo er heute unter der Inventarnummer 1873,0820.105 ausgestellt wird.

## Hintergrund

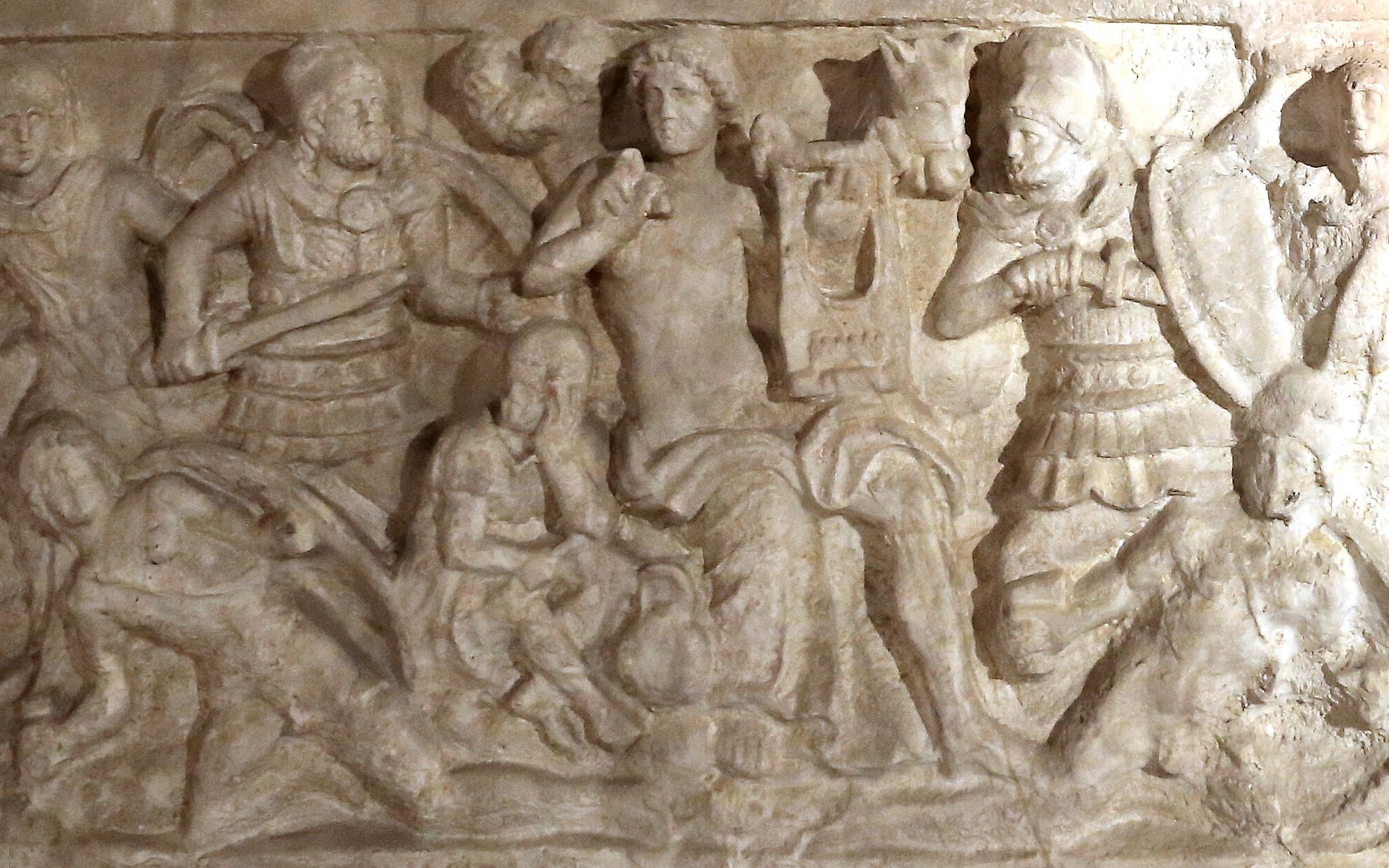
Relief auf einem Alabaster-Sarkophag mit Cacu, Artile und den Vipinas-Brüdern

Cacu scheint als Gottheit in Verbindung zu Schicksal und Prophetie zu stehen und könnte eine ähnliche Funktion erfüllt haben wie Tages und die Lasa Vecu. Seine Darstellung findet sich auf mehreren Spiegeln und zeigt ihn als Vermittler des göttlichen Willens (Divination). Auf dem Spiegel von Bolsena könnte Cacu mit seiner Leier soeben eine Orakelbotschaft gesungen haben, die sein Schüler Artile niedergeschrieben hat. Nun schweigen beide angesichts der Prophezeiung, deren Text unleserlich, also geheim ist. Die Vipinas-Brüder wollen nun Cacu fangen, um sich seiner seherischen Fähigkeiten zu bemächtigen. Vielleicht wollen sie auch das geheime Schriftstück mit seinen Prophezeiungen rauben. Es könnte auch sein, dass sich Cacu und sein Helfer bereits in der Gewalt der Vipinas-Brüder befinden.
Ähnliche Szenerien findet man auf mindestens vier Sarkophagen aus der Gegend um Chiusi (etruskisch Clevsin), die aus dem 2. Jahrhundert v. Chr. stammen. Alle Darstellungen zeigen den Versuch, den Seher Cacu zu ergreifen, aber der weitere Verlauf der Geschichte wird nicht dargestellt und ist auch nicht überliefert. Einen Seher zu fangen, um seine Geheimnisse zu erfahren, ist im griechischen und römischen Mythos ebenfalls ein bekannter Topos. In der römischen Sagenwelt findet sich auch eine mythische Gestalt mit Namen Cacus. Allerdings sind die Übereinstimmungen mit dem etruskischen Cacu sehr gering, da der römische Cacus ein räuberisches feuerspeiendes Ungeheuer war.
Caile und Avle Vipinas könnten historische Persönlichkeiten aus der etruskisch-römischen Frühzeit gewesen sein. Sie scheinen aus Vulci (etruskisch Velcal) zu stammen, wurden aber vor allem in Chiusi verehrt. Ihre Heldentaten finden sich auf einigen etruskischen Spiegeln und Sarkophagen. In der nahe Vulci gelegenen Tomba François zeigt eine Wandmalerei mit Inschriften, wie Caile Vipinas von Avle und weiteren namentlich genannten Kriegern, darunter Macstrna, aus einer Gefangenschaft befreit wird. Anscheinend hatten Römer und verbündete Etrusker Caile Vipinas zuvor gefangen genommen.
Literarische Hinweise zu den Vipinas-Brüdern gibt es nur in der römischen Überlieferung, wo sie als Caelius und Aulus Vibenna bezeichnet werden. Varro berichtet, dass Caelius Vibenna seine Armee nach Latium brachte, um Romulus gegen Titus Tatius, den König der Sabiner, zu helfen. Zum Dank soll ein Hügel in Rom nach ihm benannt worden sein. Nach Marcus Verrius Flaccus gelangten Caelius und Aulus Vibenna aufgrund eines Konflikts mit dem römischen König Tarquinius Priscus nach Rom. Allerdings liegen zwischen diesen Begebenheiten etwa zweihundert Jahre. Der bekannteste historische Hinweis stammt aus einer Rede von Kaiser Claudius im Jahr 48 n. Chr. Demnach war Caelius Vibenna ein etruskischer Feldherr. Sein treuer Gefährte Mastarna kam nach Rom und besetzte einen Hügel, den er nach seinem Anführer Caelius benannte. Später soll Mastarna als Servius Tullius in Rom den Thron bestiegen haben.
Die Darstellung der Vipinas-Brüder gleichsam als Zwillinge spricht eher für einen mythenhaften Hintergrund. Die Etrusker stellten in der bildenden Kunst ihre mythologischen Gestalten gelegentlich in Doppelgestalt als Zwillingspaar dar. Allerdings fehlen den Figuren sowohl in der bildhaften als auch literarischen Darstellung typische heroische Aspekte, so dass sich der Mythos des entführten Sehers durchaus mit der Tradierung von historischen Gestalten aus der Frühzeit verbunden haben könnte.